# Euclides da Cunha Paulista
Euclides da Cunha Paulista è un comune del Brasile nello Stato di San Paolo, parte della mesoregione di Presidente Prudente e della microregione omonima.

## Storia
Il distretto di Euclides da Cunha Paulista venne creato il 23 dicembre 1981, dalla divisione dei territori del municipio di Teodoro Sampaio. Venne riconosciuto come municipio il 9 gennaio 1990.

## Geografia fisica

### Evoluzione demografica
Dati del Censimento - 2004
Popolazione: 10.214
- Urbana: 6.431
- Rurale: 3.783
- Uomini: 5.166
- Donne: 5.048

Densità (ab./km²): 17,70
Mortalità infantile fino ad 1 anno (su mille): 14,48
Aspettativa di vita (anni): 72
Fertilità (figli per ogni donna): 2,80
Tasso di Alfabetizzazione: 92,28%*
(Fonte: IPEADATA)

### Idrografia
- Rio Paranapanema

### Trasporti

#### Strade
- SP-613